# Louis Zborowski

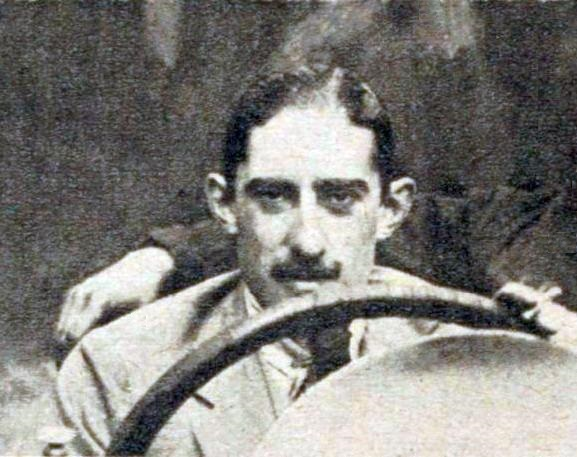
Louis Zborowski, Zweiter beim Großen Preis von Spanien 1923

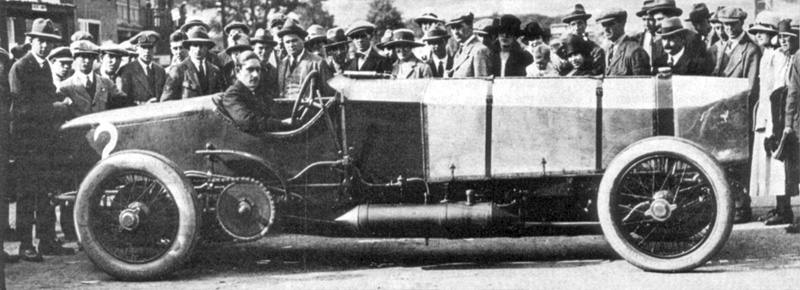
Louis Zborowski als Fahrer des Chitty Bang Bang 1 bei Brooklands

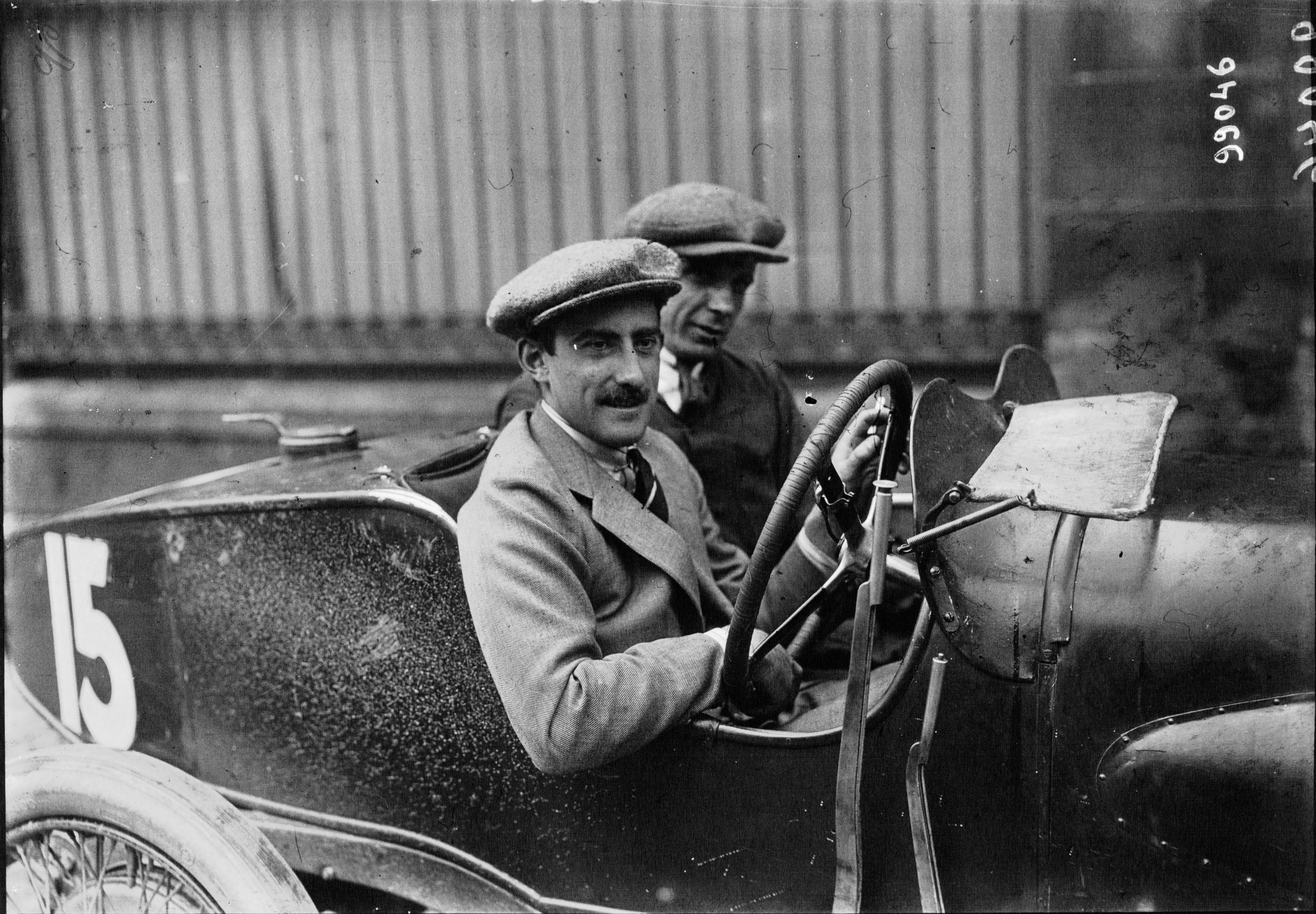
Louis Zborowski im Aston Martin GP beim Großen Preis von Frankreich 1922

Louis Zborowski (auch Graf Louis Vorow Zborowski, * 20. Februar 1895 in Mayfair, London; † 19. Oktober 1924) war ein britischer Automobilrennfahrer und -ingenieur.

## Leben
Louis Zborowski wurde als Sohn des Autorennfahrers Eliott Zborowski (1858–1903) und Margaret Laura Astor Carey (1853–1911), einer Enkelin von William Backhouse Astor geboren. Nachdem sein Vater am 1. April 1903 beim Bergrennen Nizza–La Turbie auf einem Mercedes 60 PS tödlich verunglückte war, zog er mit seiner Mutter in das Anwesen Higham Park in Bridge, Kent.
Als seine Mutter starb, war er 16 Jahre alt und galt als der viertreichste Jugendliche unter 21 Jahren, mit einem Vermögen von 11 Millionen Pfund sowie Grundbesitz in den Vereinigten Staaten, unter anderem mehrere Häuserblocks an der Fifth Avenue in New York.
Er war einer der Förderer der Automarke Aston Martin. Zborowski nahm ab 1921 an mehreren Rennen teil und errang unter anderem beim Gran Premio de Penya Rhin 1922 und 1923 jeweils in einem Aston Martin sowie beim Großen Preis von Spanien 1923 in einem Miller 122 den zweiten Platz. 1923 nahm er mit einem Bugatti am Indy 500 teil. 1924 verunglückte er auf einem Mercedes 2-l-8-Zylinder-Rennwagen „Monza“ im Alter von 29 Jahren tödlich beim Großen Preis von Italien in Monza.
Sein Grab befindet sich auf dem Friedhof von Burton Lazars.

## Chitty Bang Bang
Zborowski baute in Higham Park zusammen mit Clive Gallop vier Rennautos. Das erste Fahrzeug war der „Chitty Bang Bang“ Das Auto wurde von einem 23-Liter-Maybach-Motor angetrieben. Ein zweites ebenfalls „Chitty Bang Bang“ genanntes Fahrzeug hatte einen 18,8-Liter-Benz-Bz-IV-Motor. Das dritte Fahrzeug basierte auf einem Mercedes 28/95 PS und hatte einen 15-Liter-Mercedes-Motor und wurde als „White Mercedes“ bezeichnet. Das vierte Fahrzeug besaß einen 27-Liter-Liberty-Motor und wurde „Higham Special“ genannt. Mit diesem Fahrzeug stellte im April 1926 J. G. Parry-Thomas in Pendine Sands einen neuen Geschwindigkeitsrekord auf.

## Romney, Hythe and Dymchurch Railway
Louis Zborowski war ein Eisenbahnfan und besaß eine 381-mm-Bahn in seinem Anwesen, Higham Railway genannt. Für diese Bahnstrecke erwarb er von Bassett-Lowke eine Dampflokomotive, die nach seinem Tod bis 1988 bei der Fairbourne Railway als „Count Louis“ im Einsatz war.
Gemeinsam mit Captain J. E. P. Howey war er ein Mitinitiator der Romney, Hythe and Dymchurch Railway in Großbritannien. Zborowski sollte den Beginn des Baus der Eisenbahnverbindung im Jahr 1926 allerdings aufgrund seines tödlichen Rennunfalls im Jahr 1924 nicht mehr erleben.

## Nachwirken
Seine Gestalt und seine Autos inspirierten den Schriftsteller Ian Fleming zum Buch und zum Film Tschitti Tschitti Bäng Bäng (Buch: 1964, deutsche Übersetzung 1965/66, Verfilmung 1968).